# Gogan (Rongelap)
Gogan (auch: Chiiyorugan-tō, Chiyorugan) ist ein Motu des Rongelap-Atolls der pazifischen Inselrepublik Marshallinseln.

## Geographie
Gogan liegt an einem östlichen Arm des Atolls. Die Riffkrone ist an dieser Stelle sehr schmal, wie auch schon bei der östlich benachbarten Insel Mellu. Dadurch gibt es in kurzem Abstand mehrere Passagen zur Lagune: Northeast Pass (Hokuto), Gogan Pass (Chiyorugan Passage) und Enybarbar Pass (Enibarubaru Passage) bei der westlich benachbarten Insel Kieshiechi. Die Insel ist unbewohnt und seit dem Kernwaffentest der Bravo-Bombe atomar verseucht.